# Vojaška knjižica
Vojaška knjižica je po Zakonu o vojaški dolžnosti Republike Slovenije opredeljena kot javna listina, ki nadomešča osebno izkaznico, dokler je vojaški obveznik v vojaški službi. Z njo dokazuje izvršitev vojaške dolžnosti.
Vojaški obveznik prejme vojaško knjižico ob uradnem vpisu v vojaško evidenco; izda mu jo pristojno ministrstvo za obrambo. Vojaška knjižica velja za nekakšen dvojnik vojaške evidence, saj se v vojaško knjižico vpišejo najpomembejše dogodke (osebni podatki, sposobnost, zdravstveni podatki, urjenje, služenje vojaškega roka, usposobljenost, šolanje, razpored, osebna vojaška oborožitev in oprema, udeležba na vojaških vajah, udeležba v vojni, povišanje in odvzem čina, podelitev priznanj in odlikovanj,...